# Claudio Gugerotti
Claudio Gugerotti (Verona, 7 oktober 1955) is een Italiaans geestelijke en een aartsbisschop van de Rooms-Katholieke Kerk, werkzaam voor de Romeinse Curie.
Gugerotti werd op 29 mei 1982 priester gewijd. Hij studeerde Oosterse talen en gewijde liturgie. Vervolgens doceerde hij patristiek aan het San Zeno Theologisch Instituut van Verona (1981-1985) en theologie en Oosterse liturgie aan het Instituut voor oecumenische studies, eveneens in Verona (1984-1985).
In 1985 trad Gugerotti in dienst van de Romeinse Curie. Hij was werkzaam op de congregatie voor de Oosterse Kerken, waar hij in 1997 benoemd werd tot ondersecretaris.
Op 7 december 2001 werd Gugerotti benoemd tot apostolisch nuntius voor Armenië en Georgië, en zes dagen later ook tot nuntius voor Azerbeidzjan. Hij werd tevens benoemd tot titulair aartsbisschop van Rebellum; zijn bisschopswijding vond plaats op 6 januari 2002. Op 15 juli 2011 volgde zijn benoeming als nuntius voor Wit-Rusland. Hij werd op 13 november 2015 benoemd tot nuntius voor Oekraïne en op 4 juli 2020 tot nuntius voor Groot-Brittannië.
Op 21 november 2022 werd Gugerotti benoemd tot prefect van de dicasterie voor de Oosterse Kerken.
Op 9 juli 2023 werd bekendgemaakt dat Gugerotti tijdens het consistorie van 30 september 2023 kardinaal gecreëerd zal worden.